# 자우라즈
(자우라즈)는 《열혈최강 고자우라》에 등장하는 가공의 단체다. 국내명은 공룡 수비대.

## 멤버
- 미네자키 켄이치 (태양) / 성우 : 정미숙

자우러즈(공룡수비대)의 리더이다. 통솔력이 뛰어나며, 운동을 매우 좋아하지만 공부는 열심히 하지 않아 선생님들에게 혼날 때가 많다. 마하프테라(마하루스)의 파일럿. 톱니바퀴왕의 공격으로 기계인간이 되버려서 물질회복장치의 데이터를 머리속에 저장하고 사천왕들이 하나로 합체한 기계대왕의 몸 속에 들어가 공격하는 활약을 보이고 나중에 원래대로 무사히 돌아온다.
- 아사오카 시노부 (꼭지) / 성우 : 아마노 유리/서혜정

태양과는 오래전부터 알고 지내던 소꿉친구 사이. 그렇다고는 하지만 워낙 성격이 괄괄하고 쾌활해서 항상 태양을 깔아뭉개고 마구 패는 것이 일상생활이다. 그렇지만 마음 속으로는 태양을 좋아하고, 태양이 자신을 구하려다 톱니바퀴왕의 공격을 받아 기계인간이 될 위기에 처하자 괴로워할 정도로 태양을 걱정해준다.
- 타치바나 히로미 (용이) / 성우 : 하야시바라 메구미

켄이치네 반 남학생으로, 공부를 열심히 하는 모범생이다. 약간 겁이 많은 성격이며, 작품 초반에는 싸우러 나가는 것에 관심을 가지지 않았다. 운동은 못하지만, 만화를 그리는 것을 매우 좋아한다. 렌드스테고(렌드루스)의 파일럿.
- 시로가네 타로 (황우람) / 성우 : 시마다 빈/김정미

켄이치의 친구로, 보통 '킨타'라고 부른다. 뚱뚱한 몸집이지만, 유도를 매우 잘한다. 작품 초반에는 렌드스테고의 검수 및 정비를 담당했다가, 18화부터 마그나자우라(마그나티라노)를 조종하게 된다.
- 코즈 에리카 (장미)/성우 : 하야시바라 메구미/김순영

반의 부반장. 기가 세고 눈에 띄는 걸 좋아하는 성격으로, 자우러스에서는 사령관을 맡고 있다.
- 히야마 요우지 (나미남) / 성우 : 유지영

켄이치의 친구로, 야요이 선생님을 좋아하는 남학생이다. 1화부터는 마하프테라의 정보분석요원으로 활약했으나, 26화부터는 그란자우라(그랜드사우루스)를 조종하게 된다. 나서는 것을 싫어한다.
- 오오야마 이쿠요 (방실이) : 공룡 수비대의 일원으로 뚱뚱한 외모의 소녀이다. 캡틴 사우르스의 어깨 부분에서 전투시 활동한다. 그다지 비중은 없으며 마음이 착하고 여린 성격이다.
- 오사다 슈조 (에디슨) / 성우 : 아마노 유리/이연희

메카닉 담당. 기계를 만지는 것을 좋아하여 자주 교수와 함께 수상한 것들을 만들어내곤 한다.
- 코지마 타카코 (박사) / 오오타니 이쿠에

원판에서는 교수로 불린다. 그레이트 캡틴 사우루스의 합체 프로그램을 개발한 장본인.